# Соціальне вчення католицької церкви
Соціальне вчення Католицької Церкви, соціальна доктрина Католицької Церкви — корпус доктринальних текстів Католицької Церкви, де розкрите питання соціальної справедливості, включаючи жебрацтво (бідність) і заможність (матеріальне багатство), економіки, соціальної організації та роль держави. Заснуване Папою Левом XIII в енцикліці Rerum Novarum (1891), в якій відстоювано економічний дістрібутізм, засуджено капіталізм і соціалізм, бере початки від праць Фоми Аквінського й Аврелія Августина. Бере початки з концепцій присутніх у Біблії й культурі Стародавнього Близького Сходу.
Згідно Папи Бенедикта XVI, католицьке соціальне вчення «просто бажає внести вклад в очищення розуму й допомогти в тому, щоби визнати, а потім і здійснити, тут і зараз, те, що є справедливим. … [Церква] зобов'язана вступити в цю боротьбу [за справедливість] шляхом раціонального аргументування, і її борг — пробудити духовні сили, без яких справедливість … не може затвердитися й квітнути». Згідно Папи Іоанна Павла II, підстава цього вчення «спочиває на троїчній основі — людська гідність, солідарність та субсидіарність». Все це відображає елементи юдейського закону і пророчих книг Старого Завіту, а також вчення Ісуса Христа, зафіксоване в Новому Завіті (наприклад, у твердженні, що «так як ви зробили одному з найменших цих братів Моїх, те вчинили Мені».
Відмінною рисою католицького соціального вчення є послідовна критика модерну, соціальної та політичної ідеології як лівих, так і правих: лібералізм, комунізм, фемінізм, атеїзм, соціалізм, фашизм, капіталізм і нацизм були засуджені декількома Папами з кінця XIX століття.
Католицьке соціальне вчення завжди намагалося знайти рівновагу між турботою про все суспільство, особливо про найслабших і бідних, з одного боку, і повагою до людської свободи, включаючи право на приватну власність, з іншого боку.

## Дистрибутизм і соціальна справедливість
Відповідно до принципу дістрібутізму соціальні та економічні структури повинні просувати соціальну справедливість, включаючи широке поширення права власності, прогресивне оподаткування, антимонопольне право та економічні кооперативи. Rerum Novarum, Quadragesimo anno, Centesimus annus та Caritas in Veritate є документами, які відстоюють справедливий розподіл доходів і заможності (матеріальних прибутків).

## Енциклікий інші офіційні документи
Лев XIII
- Diuturnum illud (1881) про походження цивільної влади
- Immortale Dei (1885) про християнський устрій державної системи
- Libertas praestantissimum (1888) про свободу людини
- Sapientiae christianae (1890) про соціальні обов'язки християн
- Rerum Novarum (1891) на положення робітничого класу
- Graves de Communi Re (1901) про християнську демократію

Пій X
- E supremi apostolatus (1903) про оновлення всього в Христі
- Il fermo proposito[es] (1905) про католицьку акцію в Італії

Бенедикт XV
- Pacem Dei Munus Pulcherrimum (1920) про християнський мир і примирення

Пій XI
- Ubi arcano Dei consillo (1922) про пошук миру в Христовому царстві
- Non abbiamo bisogno[it] (1931) про католицьку акцію в Італії
- Quadragesimo Anno (1931) про оновлення соціального порядку
- Acerba animi[en] anxitudo (1932)[10] про прикру ситуацію католицизму в Мексиці

Бенедикт XV
- Dilectissima nobis[en] (1933) про несправедливе становище католицизму в Іспанії
- Mit brennender Sorge (1937) про становище Католицької Церкви в Німеччині
- Divini Redemptoris (1937) про безбожний комунізм
- Firmissimam Constantiam[it] (1937) про становище католицтва в Мексиці

Пій XII
- Summi Pontificatus (1939) про людську солідарність і тоталітарну державу
- Optatissima pax (1947) про заохочення молитися за соціальний мир та мир у світі
- Humani generis (1950) про деякі помилкові погляди, що загрожують основам католицького вчення

Іван XXIII
- Mater et magistra (1961) про соціальний розвиток у світлі християнського вчення
- Pacem in terris (1963) за мир між усіма народами, заснований на правді, справедливості, любові та свободі

II-й Ватиканський собор
- Gaudium et spes (1965) про церкву в сучасному світі
- Dignitatis humanae (1965) про свободу віросповідання

Павло VI
- Populorum progressio (1967) про розвиток народів, і що економіка світу повинна слугувати людству, а не лише кільком особам
- Humanae Vitae (1968) про контроль над народжуваністю
- Octogesima adveniens (1971) до 80-річчя Rerum Novarum
- Evangelii nuntiandi (1975) про євангелізацію в сучасному світі

Синод єпископів у Римі
- Справедливість у світі (1971) про справедливість у світі

Синод єпископів у Пуебла
- Декларація конференції латиноамериканських єпископів (1971)[11]

Іван Павло II
- Redemptor hominis (1979) на початку папського служіння
- Laborem exercens (1981) про працю людини до 90-річчя Rerum Novarum
- Familiaris consortio (1981) про завдання християнської родини в сучасному світі
- Sollicitudo rei socialis (1987) з нагоди 20-ї річниці Populorum Progressio
- Christifideles laici (1988) про миротворче покликання та місію в Церкві та світі через 20 років після II-го Ватиканського Собору
- Centesimus Annus (1991) до 100-ліття Rerum Novarum
- Катехізис Католицької Церкви (1992)
- Veritatis splendor (1993) про деякі основні проблеми морального вчення Церкви
- Evangelium Vitae (1995) про цінність та цілісність життя людини

Папська Рада Справедливості і Миру
- Компендіум соціального вчення Церкви (2004)

Бенедикт XVI
- Deus Caritas Est (2005) про християнську любов
- Caritas in Veritate (2009) про цілісний розвиток людини в любові та істині

Франциск
- Evangelii Gaudium (2013) про проповідування Євангелія в сучасному світі
- Laudato si' (2015) про турботу за спільний будинок, екологію на планеті Земля
- Amoris laetitia (2016) про сімейну любов
- Gaudete et exsultate (2018) заклик до святості в сучасному світі